# Position Hermann

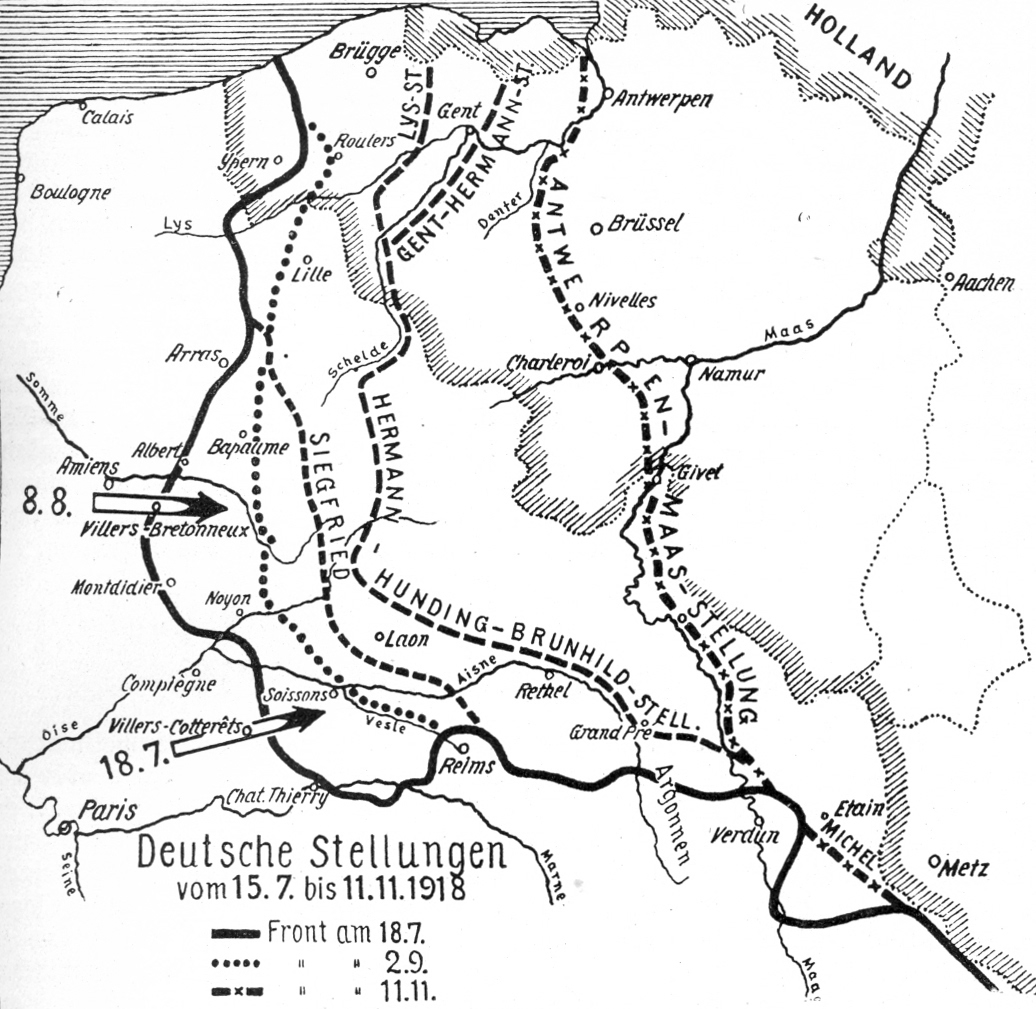
Positions défensives allemandes sur le front occidental, 1918

La position Hermann est une position défensive des troupes allemandes sur le front ouest pendant la Première Guerre mondiale. Début septembre 1918, les doutes sur la stabilité de la ligne Hindenburg sont accrus. C'est pourquoi on commença à développer une position de réception à l'arrière, appelée "position Hermann". Cette position défensive sur le front occidental commence au nord de Gand sur la côte, suit la Lys et l'Escaut à Eeklo et se dirige vers la position Hunding à Marle.

## Littérature
- Jean-Jacques Becker, Gerd Krumeich: Der Große Krieg. Deutschland und Frankreich im Ersten Weltkrieg 1914–1918. Klartext Verlag (de), Essen 2010  (ISBN 978-3-8375-0171-1).
- Susanne Brandt: Vom Kriegsschauplatz zum Gedächtnisraum. Die Westfront 1914–1940. Nomos Verlag (de), Baden-Baden 2000  (ISBN 3-7890-6758-X).
- Dieter Storz (de): Die Westfront 1918. In Militärgeschichte. Heft 3/2008, MGFA,  (ISSN 0940-4163).